# Haferkasten Neuenhesterberg

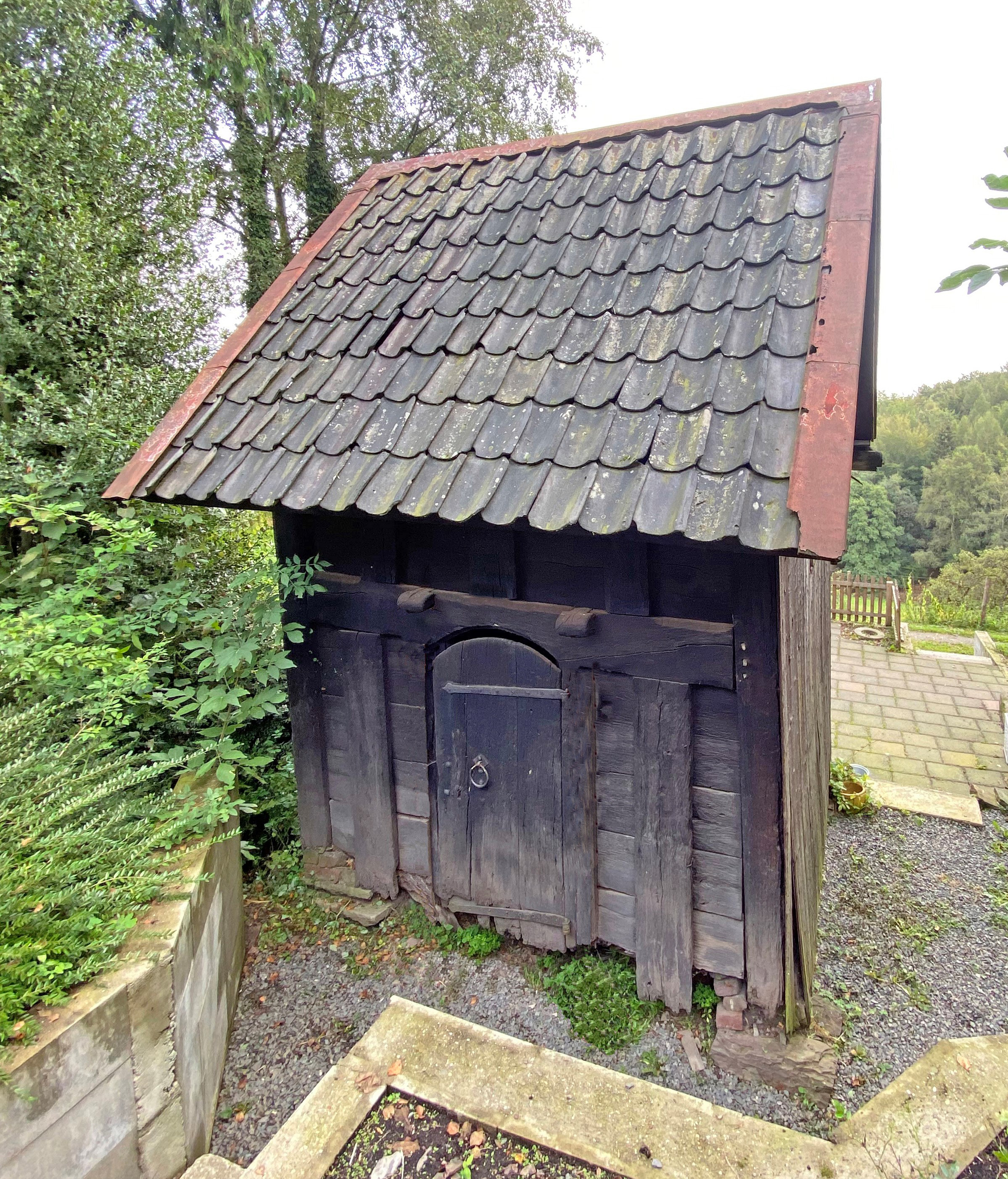
Haferkasten Neuenhesterberg (2021)

Der Haferkasten Neuenhesterberg ist ein denkmalgeschützter Haferkasten in Ennepetaler am Neuen Hesterberg in der Nähe des Ortsteils Rüggeberg. Er wird auf das Jahr 1637  datiert.

## Beschreibung
Der eingeschossige, aus massiven Holz bestehende Haferkasten wurde gemäß seiner Funktion etwas abseits der Hofstelle errichtet. Die Bauweise umfasst einen Ständerbau mit Riegeln und Holzbohlen als Ausfachung, das Satteldach ist mit Ziegeln eingedeckt. Zur Traufseite ist eine abgerundete Holztür mit Eisenbeschlägen eingelassen, während die Wetterseite eine zusätzliche Abdeckung aus Holz besitzt. Die First- und Ortgänge sind verschiefert.